# Carlos Hassel Mendes
Carlos Hassel Mendes da Silva (Ceres, 01 de março de 1952), é um politico brasileiro. Foi secretário da Saúde do Estado de Goiás, no governo Maguito Vilela, de 1995 a 1997.

## Vida Pessoal
É filho de Domingos Mendes da Silva, médico que exerceu mandatos de prefeito de Ceres e deputado estadual) e Eudméa Hassel Mendes da Silva. Casou-se com Celina Ferreira Hassel Mendes, com quem teve três filhos: Tiago, Joab e Daniel. Graduou-se em Medicina pela Universidade de Brasília (UnB), em 1975, especializando-se em Ginecologia e Obstetrícia no Hospital de Base de Brasília.